# Mary Birdsong
Mary Birdsong est une actrice américaine née le 18 avril 1968, à Long Beach Island, dans le New Jersey (États-Unis).

## Biographie
Mary Birdsong est née en Floride et a passé son enfance à Long Beach Island, New Jersey. Elle a quatre sœurs.
En 1986, elle sort diplômée de la Southern Regional High School.

## Filmographie

### Cinéma
- 1998 : Above Freezing : Esther
- 1999 : Big Daddy : Julian 'Frankenstien' McGrath
- 1999 : Snow Days : Sneakered Businesswoman
- 2003 : Replay : Nicola (voix)
- 2005 : Pizza : Siobhan
- 2006 : Le Chase : Mary Long
- 2006 : The Last Request : Marlene
- 2006 : Beer League : Rhonda
- 2007 : Reno 911!: Miami : Deputy Cherisha Kimball
- 2008 : Le Témoin amoureux (Made of Honor) : Sharon at Bridal Shower
- 2009 : Adventureland : Francy
- 2009 : Halloween 2 (Halloween II) : Nancy McDonald
- 2010 : High School : Mrs. Gordon
- 2010 : Kiss and Kill : Jackie Vallero
- 2011 : The Descendants d'Alexander Payne : Kai

### Télévision
- 1996 : Live on Tape (téléfilm) : Various
- 1999 : Zoey's Zoo (téléfilm) : Mom
- 2000 : Talk to Me (série télévisée) : Meredith
- 2000 : Welcome to New York (série télévisée) : Connie
- 2001 : Loomis (téléfilm)
- 2002 : Untitled Eric Gilliland Project (téléfilm)
- 2002 : Late Friday (série télévisée) : Janet Lamé
- 2003 : Rubbing Charlie (téléfilm) : Beth
- 2003 : Little Bill (série télévisée) : Valencia
- 2003 : Ed (série télévisée) : Lisa Barnes
- 2004 : Crossballs: The Debate Show (série télévisée) : Various Characters
- 2005 : Harvey Birdman, Attorney at Law (série télévisée) : Chibo
- 2005 : Stroker and Hoop (série télévisée) : Angel
- 2007 : Tak & the Power of Juju (série télévisée) : Killjoy Juju
- 2008 : Root of All Evil (série télévisée) : Rocket Ship Captain
- 2008 : Reno 911, n'appelez pas ! (Reno 911!) (série télévisée) : Deputy Cherisha Kimball
- 2008 : Les Flingueuses (Suburban Shootout) (série télévisée)
- 2012, 2013 et 2016 : The Middle (série télévisée): Marlène Heck
- 2016 : Scream Queens (série télévisée) : Penelope Hotchkiss